# Nososticta pyroprocta
Nososticta pyroprocta – gatunek ważki z rodziny pióronogowatych (Platycnemididae).